# Piața Revoluției din Teheran
Piața Revoluției (în persană: Meidan Enqelab)  este piața centrală a capitalei Iranului, Teheran.  Ea se află la intersecția a trei mari bulevarde: Enqelab (Revoluției), Azadi (Libertății) și Kargar (Muncitorului). 
Datorită poziției centrale a pieței, precum și a accesului în alte zone ale orașului, multe persoane trec zilnic prin piață. Piața este inima culturală a capitalei, datorită apropierii de Universitatea din Teheran și de numeroasele librării și sedii de publicații din jurul ei. În această zonă pot fi găsite diverse centre culturale, cum ar fi centre de publicare și editare, centre de traducere, de examene de acces, școli lingvistice și magazine de produse culturale. În plus, tot aici sunt cinematografele Bahman în nord-estul pieței și Tasha și Pars în sud-vestul pieței. De asemenea, pe laturile de nord și de sud ale pieței, există o mulțime de magazine alimentare și pentru servicii de catering. Piața Revoluției a fost una dintre cele mai importante și sensibile zone ale marșurilor de dinainte și de după revoluție și are un simbolism special în memoria istorică a Teheranului și chiar a întregului popor iranian. 

## Piață simbol

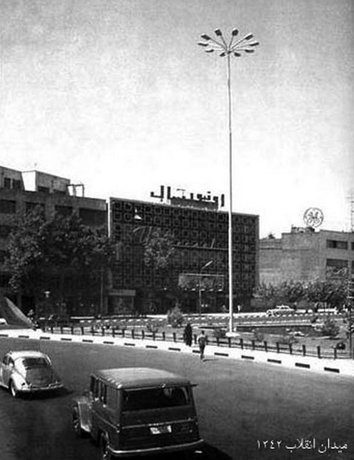
Piața Statuii în 1942

Înainte de Revoluția Iraniană din 1979, această piață a fost numită 6 martie, care era ziua de naștere a șahului Reza Pahlavi, iar cu această ocazie i-a fost ridicată o statuie în mijlocul acestei piețe. Acesta este motivul pentru care piața a fost numită și Piața Statuii. În timpul Revoluției Iraniene din 1979, piața a fost redenumită Piața Revoluției de la 1 martie, iar statuia șahului a fost scoasă. 

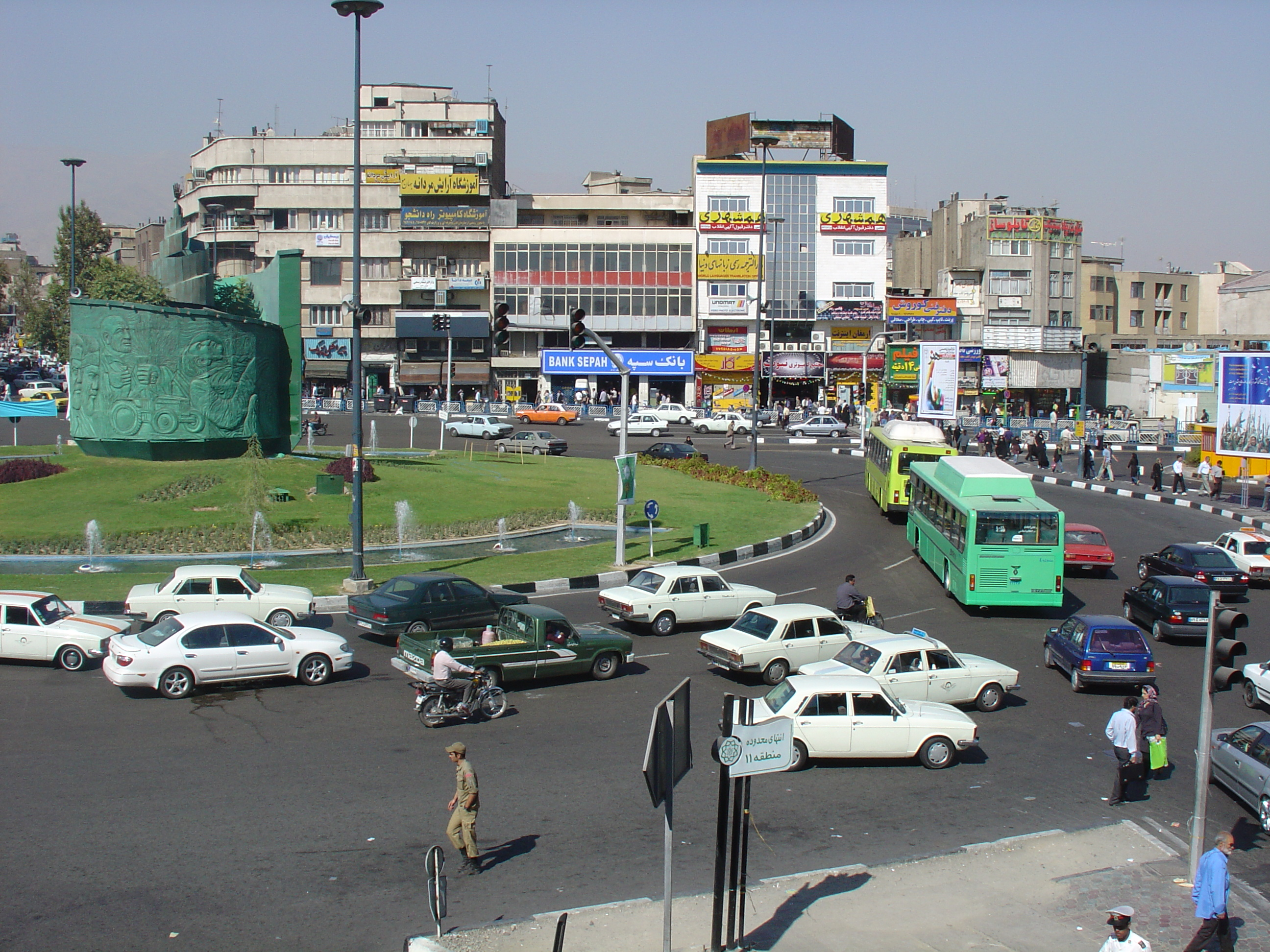
Piața Revoluției așa cum arăta în 2007

În anul 9, simbolul proiectat de Iraj Eskandari pentru Teheran a fost transformat într-un design circular de către Ministerul Culturii și al Afacerilor Islamice, și executat de Fereydoon Siddiqui în Piața Revoluției. Proiectat inițial ca un perete în relief, care amintește de zilele războiului, incluzând imagini ale războinicilor și a Ayatollahului Khomeini, a fost proiectat pentru un spațiu plat, iar după executarea lui într-o formă circulară și volumetrică, a pierdut unele dintre caracteristicile sale vizuale. 
Acest simbol a fost mutat într-un alt loc în anul 2010 din cauza construcției unui metrou în orașul interior, apoi a fost reinstalat în colțul străzii Azadi.                  
Iraj Eskandari, proiectantul statuii circulare, a criticat reinstalarea statuii în Piața Revoluției și a crezut că statuia trebuie păstrată în Muzeul Războiului, dar a fost instalată din nou în Piața Revoluției. Unii sculptori, printre care Ramin Etemad Bozorg, Jamshid Moradian și Amir Mohammad Ghasemizadeh, credeau că fostul simbol al Pieței Revoluției nu era atrăgător vizual și plăcut estetic și ar trebui trimis la Muzeul Războiului pentru întreținere. Iraj Eskandari spune: "Povestea formării simbolului din Piața Revoluției se întoarce cu mulți ani în urmă, când am prezentat un model pentru un zid de cărămidă înalt de o sută de metri. Planul nu trebuia să fie pus în aplicare așa cum este acum, ci mai degrabă să fie prezentat la periferia Teheranului. În anul 2012, Seyyed Kamal Haj Seyyed Javadi, atunci adjunct al Ministerului Culturii și Orientării Islamice, a decis să realizeze proiectul în mod revoluționar. Așa că au pus proiectul la licitație și s-a ajuns la concluzia că Fereidun Siddiqui a fost ales ca manager de proiect. Designul are o natură narativă și, prin urmare, este executat incorect circular, deoarece spune o poveste, iar privitorul trebuie să fie atent la a vedea aceste imagini, ceea ce nu este posibil pe peretele circular. Dar acum sunt gata să derulez planul Anului 2 pe un perete cu aceleași dimensiuni." 

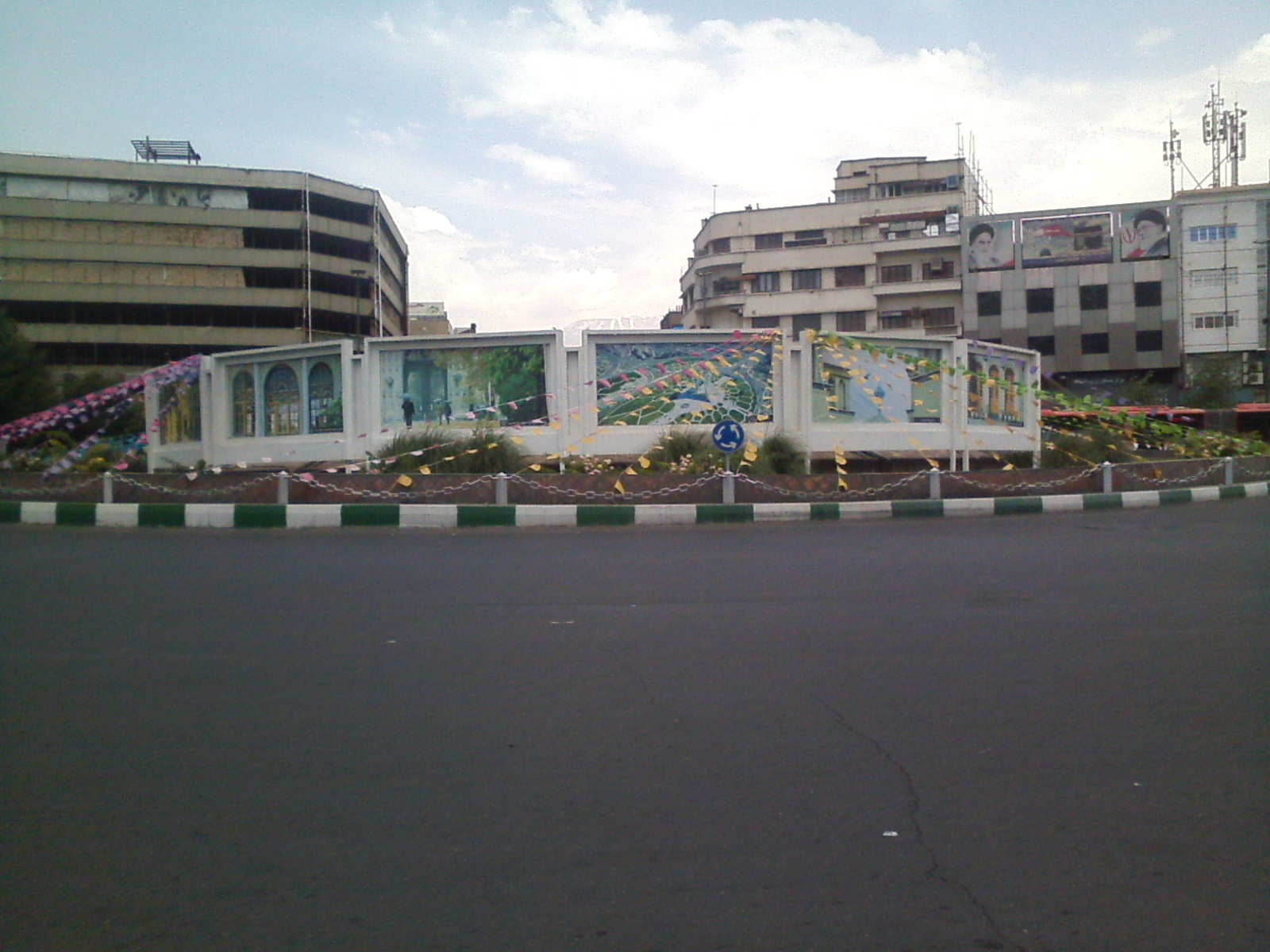
Piața revoluției. Simbol în formă de cupolă închis în bannere

Odată cu începerea reconstrucției Pieței Revoluției și începerea stației de metrou  în anul 2010, problema construirii unei noi statui pentru Piața Revoluției a fost ridicată de Organizația de Înfrumusețare din Teheran. După mai multe runde de concurs, lui Saeed Ravanbakhsh i s-a dat, în cele din urmă, sarcina de a construi statuia din Piața Revoluției. Dar până la sfârșitul anului, în locul unei statui, în piață a fost instalată o structură Said Ranbakhsh în formă de cupolă. Designul este o cupolă hexagonală proeminentă, care a fost parțial din faianță și parțial din gresie. În jurul ei există patru ferestre sub formă de țiglă iraniană, cu o combinație de fier, sticlă și orez. Florile hexagonale proeminente au fost lucrate pe structură, despre care creatorul spune că amintește de „florile revoluției”, dar unii oameni și mass-media cred în prezența stelei lui David în structură ca unul dintre cele mai importante simboluri ale credincioșilor evrei. Designerii structurii au acordat atenție simbolului drapelului israelian la proiectare. La început, primarii au rezistat, dar, în cele din urmă, în decembrie, o parte din acest simbol revoluționar în formă de cupolă, de șase stele, a fost demolată și înconjurată de pancarte.

## Spațiu urban
Cognitive Science Trimestrial, într-un studiu intitulat „Evaluarea preferințelor vizuale ale femeilor în spațiile urbane din Teheran”, a identificat Piața Revoluției drept „cel mai nefavorabil mediu vizual din Teheran”.